# Stadion Miejski (Poznań)
Stadionul Municipal (Orășenesc) din Poznań, Polonia (în poloneză Stadion Miejski w Poznaniu) este un stadion de fotbal renovat pentru Campionatul European de Fotbal 2012. Este stadionul care găzduiește cluburile de fotbal poloneze Lech Poznań și Warta Poznań și unul dintre stadioanele folosite pentru întâlnirile din finalele Campionatului European de Fotbal 2012. Are o capacitate de 43.269 locuri. Stadonul a fost construit între 1968 și 1980. De la inaugurarea sa din august 1980, Lech Poznań a folosit terenul pentru majoritatea meciurilor sale, iar din 2010 a fost folosit de asemena de către Warta Poznań, care joacă în prezent în I liga poloneză. Terenul se situează pe strada ul. Bułgarska în partea de sudvest a orașului (districtul Grunwald).
Între anii 2003-2010, stadionul a suferit o completă reconstrucție, incluzând construirea a 4 noi standuri acoperite. În prezent este al cincilea stadion după mărime din Polonia (după Stadionul Național, Stadion Silesia, Stadionul municipal din Wroclaw și PGE Arena Gdańsk) și al treilea ca mărime în Ekstraklasa (după ultimele 2 citate mai sus). Marea deschidere după renovare a avut loc pe 20 septembrie 2010, cu concertul Symphonicity Tour al lui Sting.

## Galerie fotografică

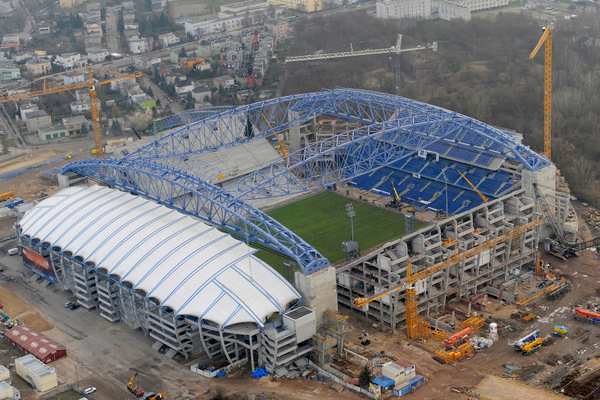
În timpul construcțiilor - privire de deasupra (2009)
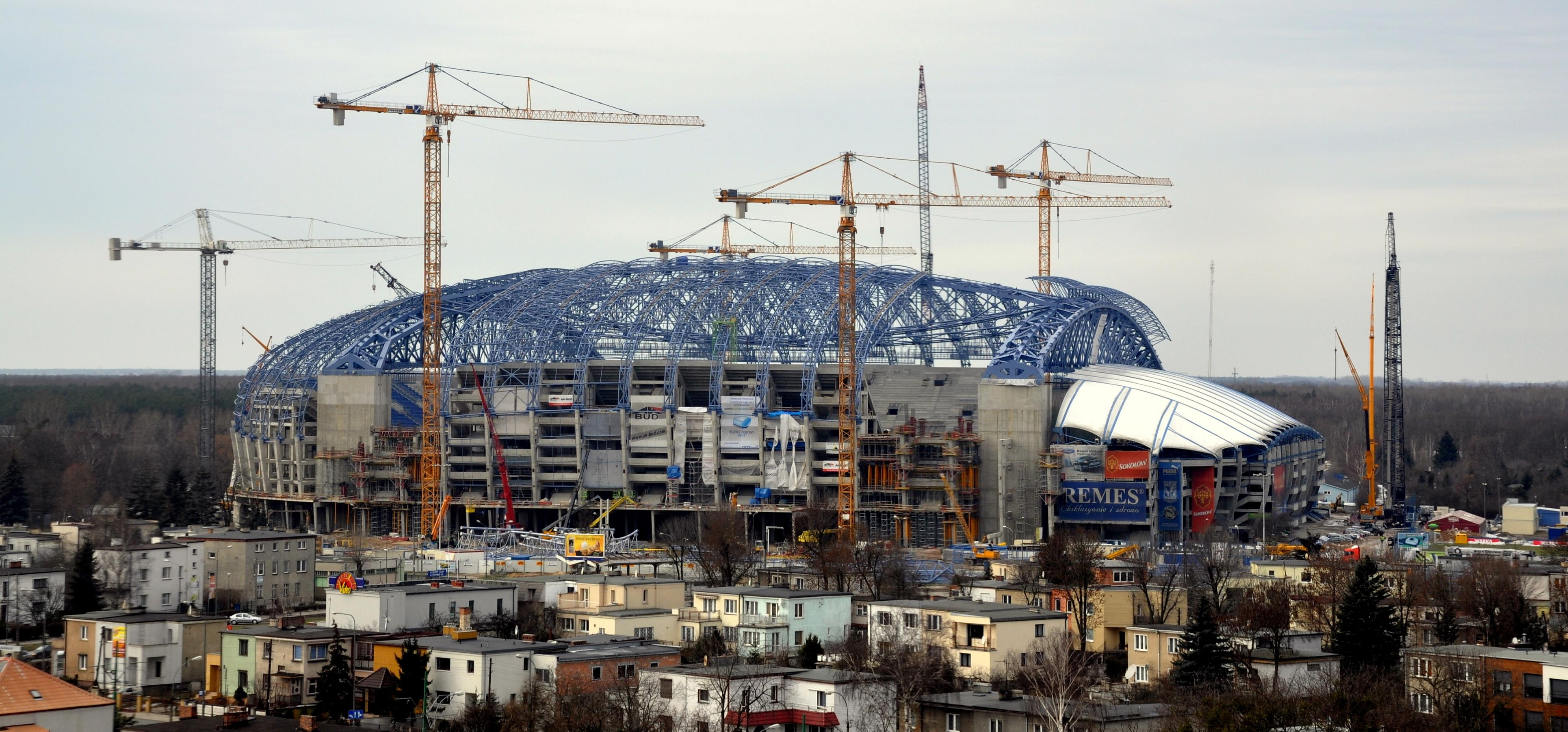
În timpul construcției (Martie 2010)
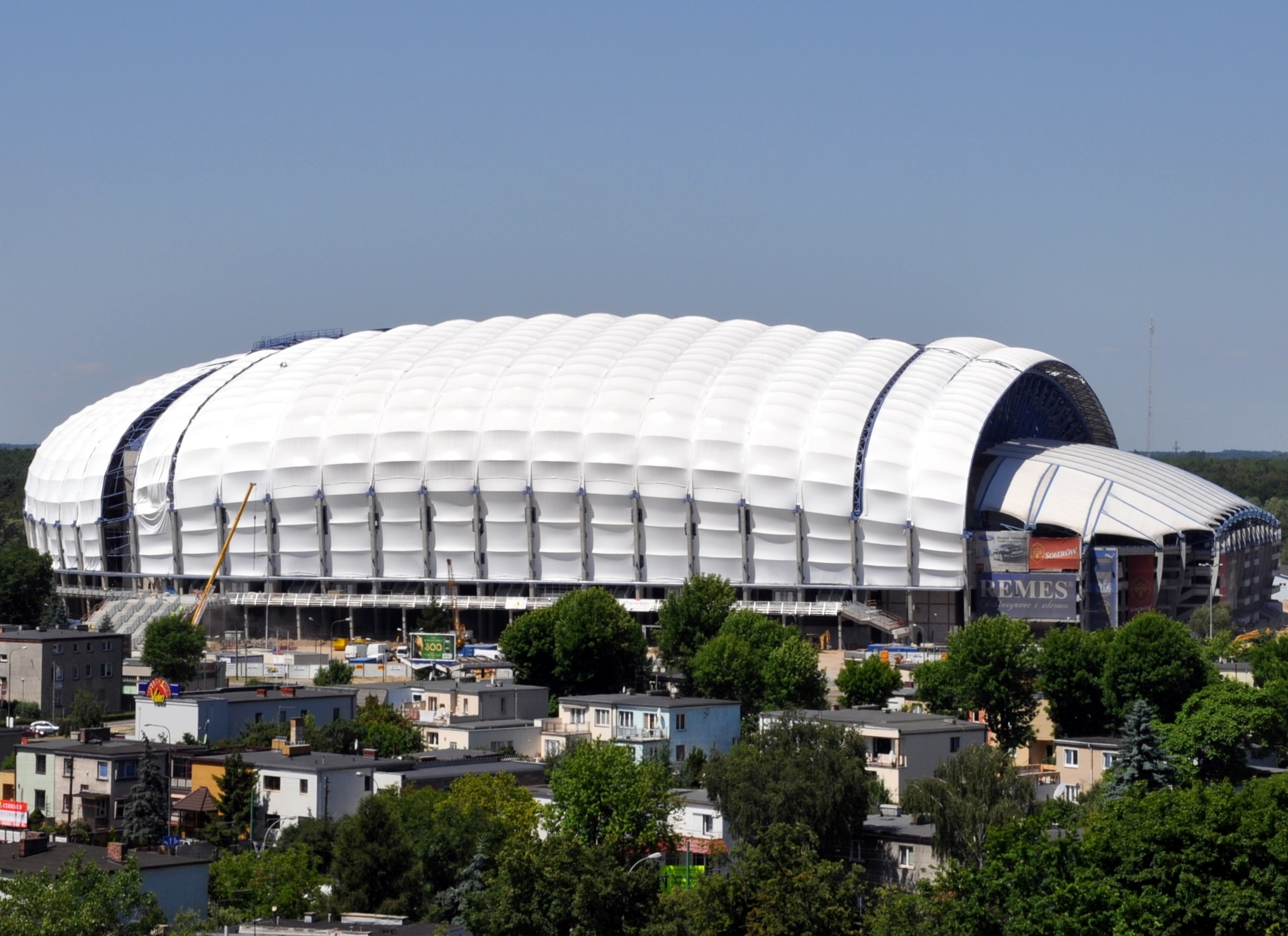
Construcția terminată a stadionului (2010)
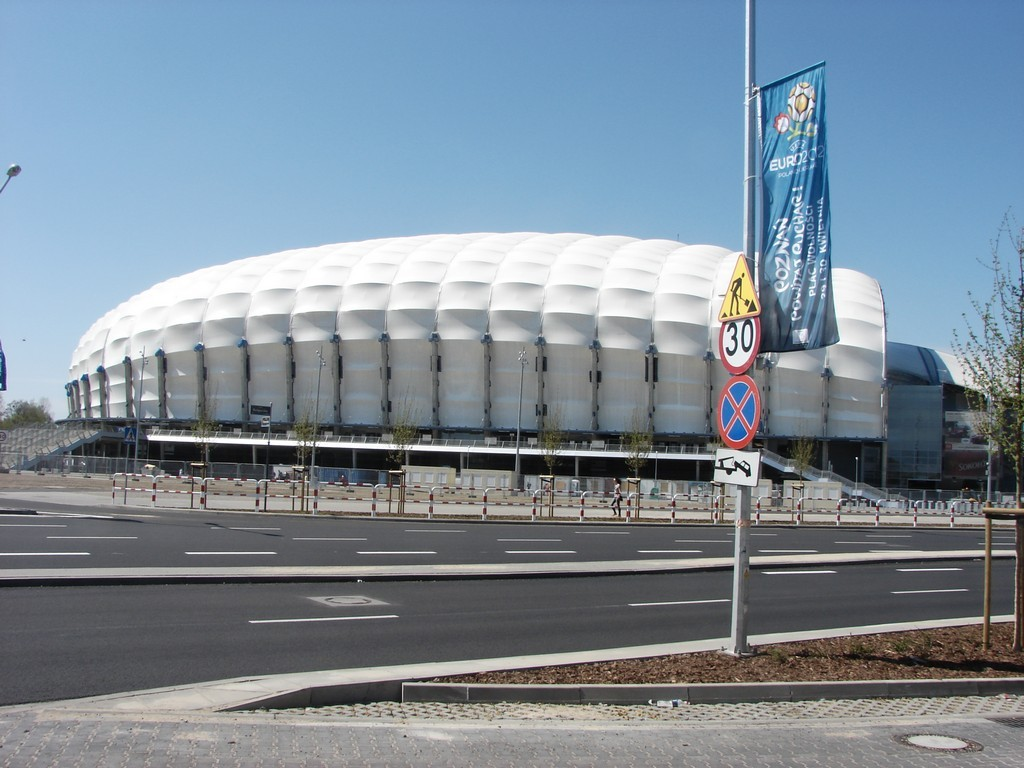
O privire din afara stadionului
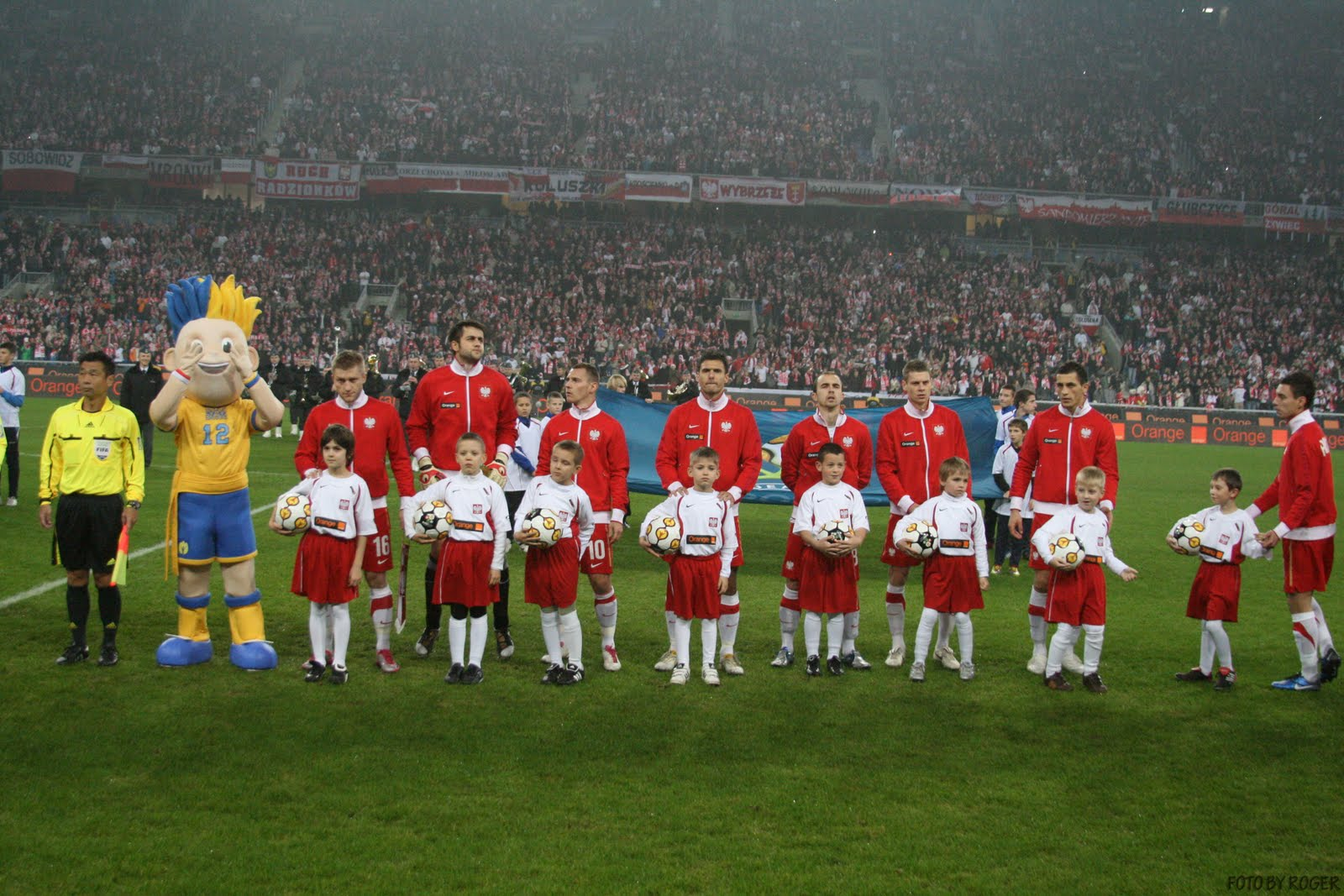
Meci al Echipei naționale de fotbal a Poloniei
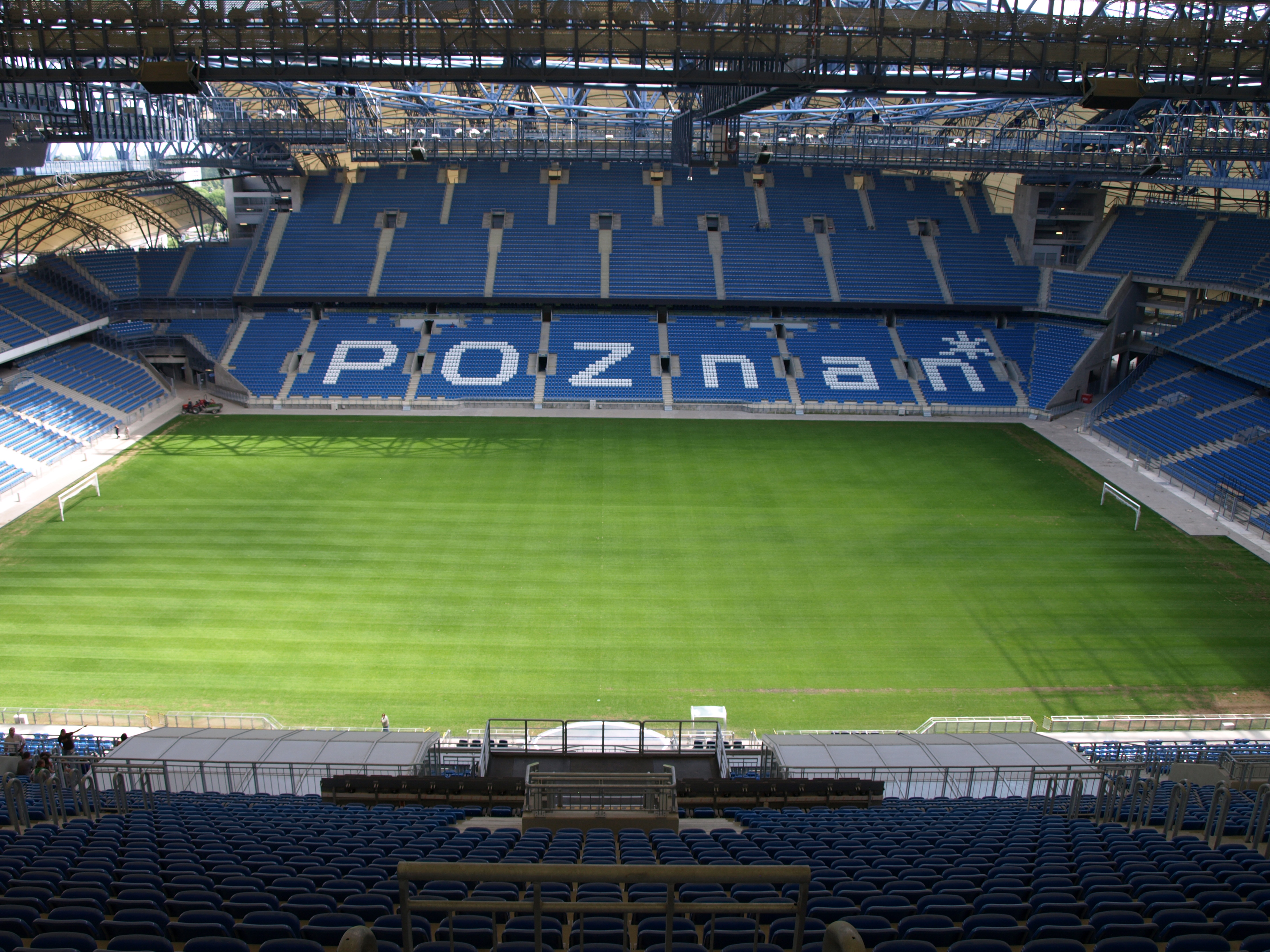
Stadionul înaintea meciului
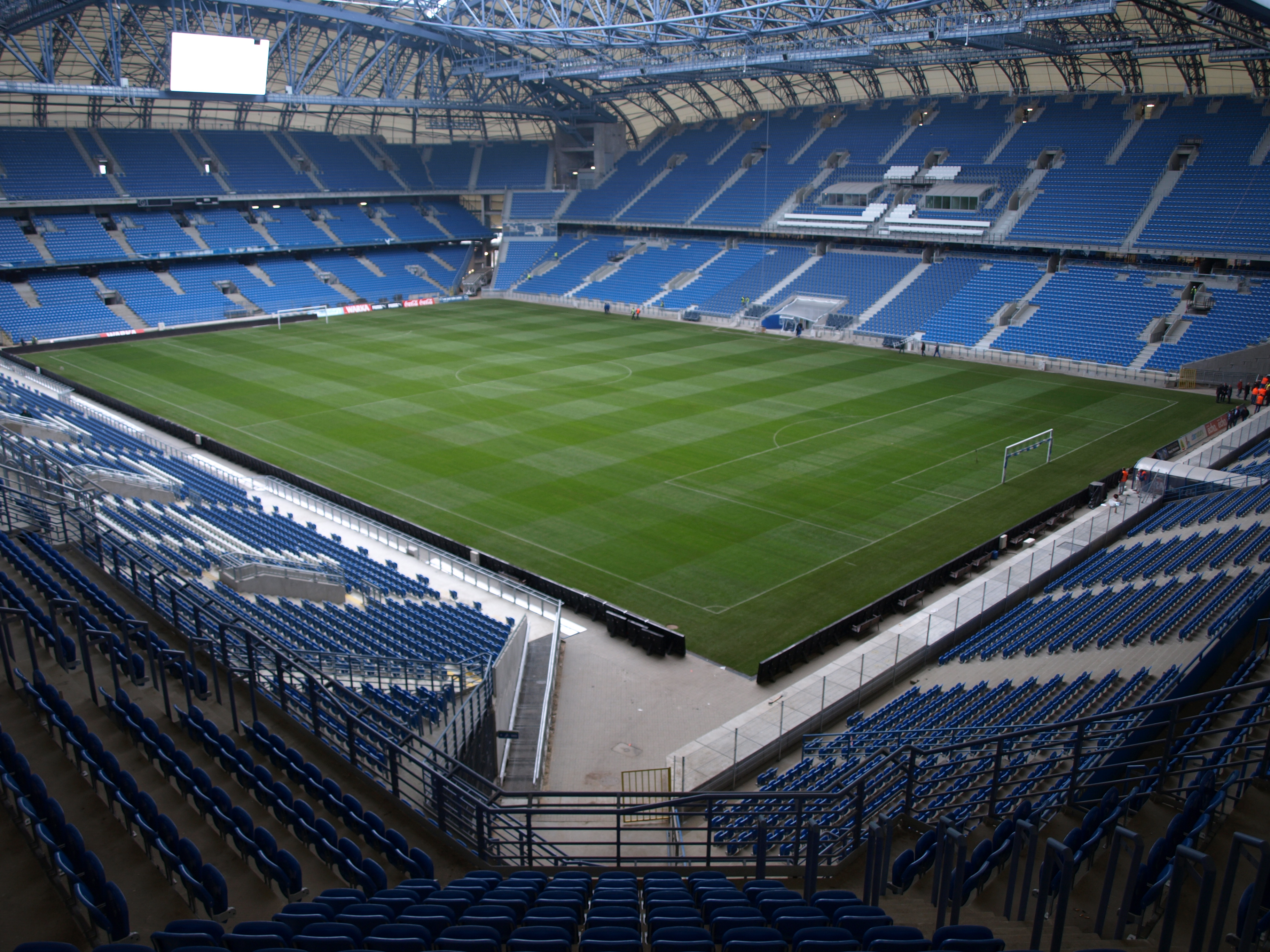
Privire interioară dinspre colțul NE
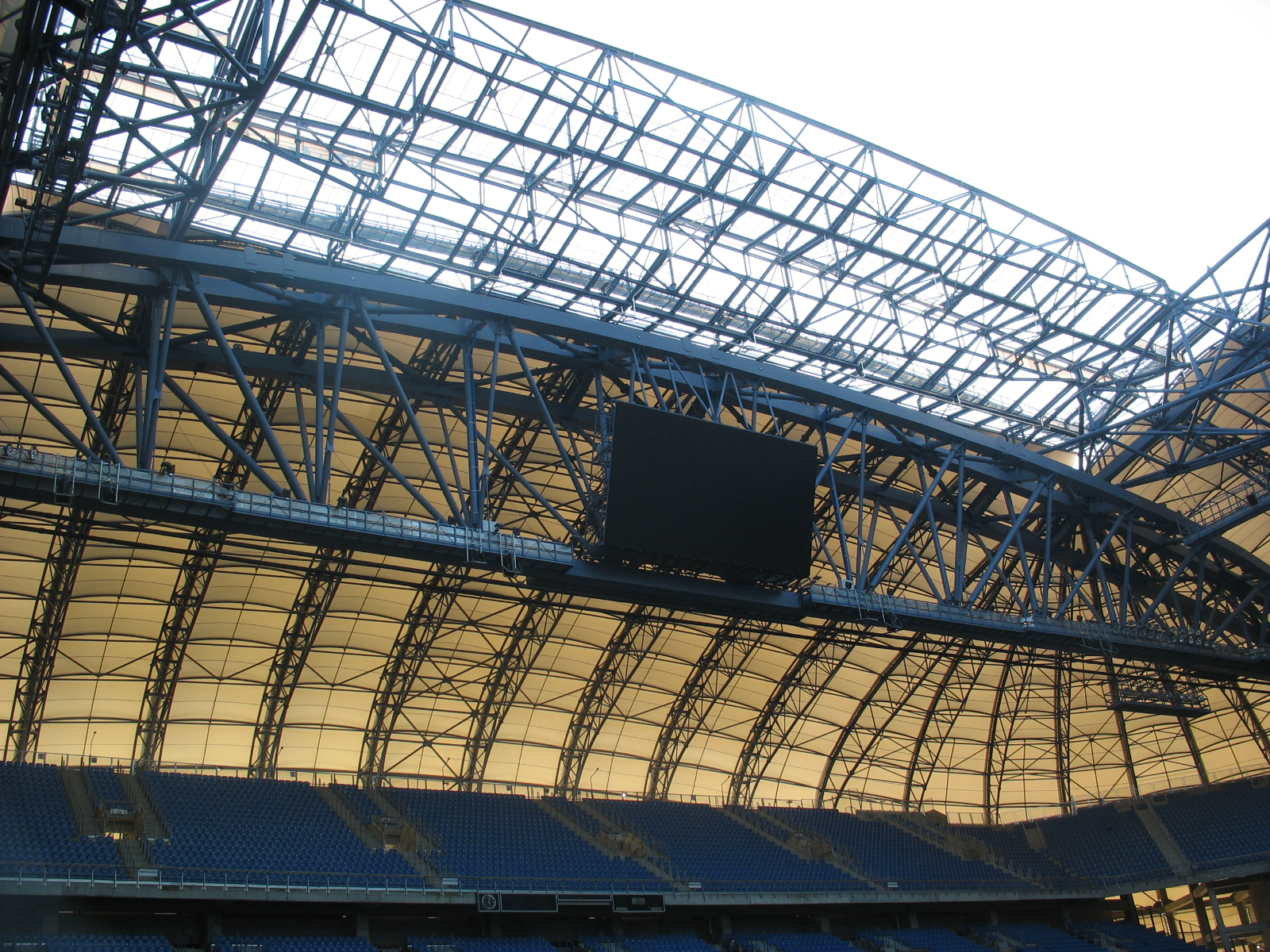
LED Display screen on no. III stand
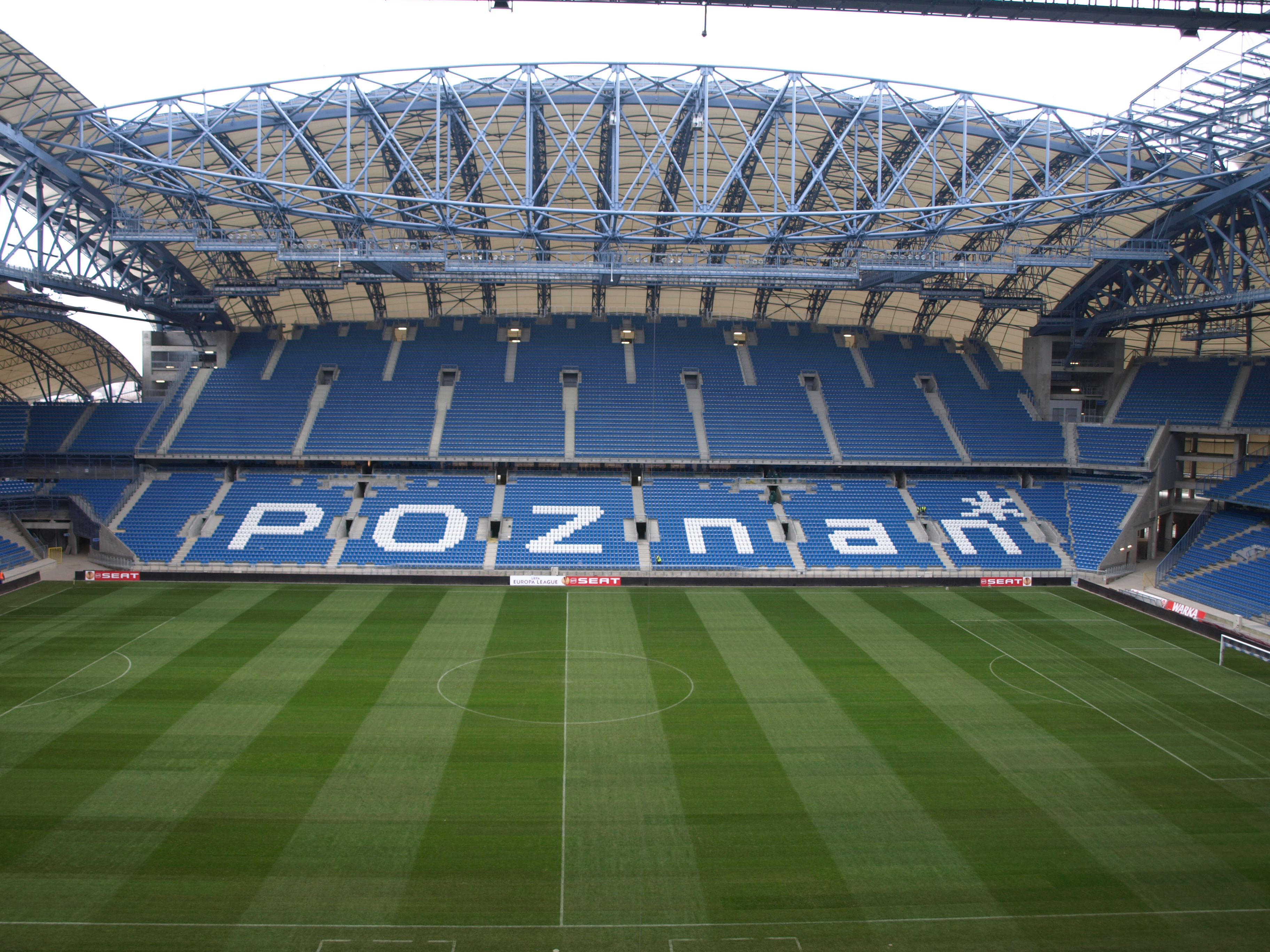
Turf after replacement